# El Port de la Selva
El Port de la Selva là một đô thị trong comarca Alt Empordà, Girona, Catalonia, Tây Ban Nha.

## Biến động dân số
| 1900 | 1930 | 1950 | 1970 | 1986 | 2007 |
| ---- | ---- | ---- | ---- | ---- | ---- |
| 1441 | 1050 | 901  | 958  | 768  | 947  |